# 刺果毒漆藤
刺果毒漆藤（学名：Toxicodendron radicans subsp. hispidum）为漆树科漆属毒漆藤的亚种。分布在台湾岛以及中国大陆的湖南、贵州、云南、湖北、四川等地，生长于海拔630米至2,200米的地区，常生长在林下，目前尚未由人工引种栽培。

## 别名
野葛（抱扑子、唐本草）

## 异名
- Rhus orientalis auct. non (Green) Schneid.
- Rhus orientalis
- Rhus intermedia
- Rhus toxicodendron var. hispida